# Солунски метро
Солунски метро (грч. Μετρό Θεσσαλονίκης) је подземни брзи транзитни систем у Солуну. Систем је потпуно аутоматизован и без возача, први систем те врсте у Грчкој, а њиме управља Thessaloniki Metro Automatic (THEMA), француско-италијански конзорцијум.
Процене трошкова мегапројекта су 3 милијарди евра, укључујући 600 милиона евра у будућим плаћањима камата. Пројекат је првенствено финансиран кредитима Европске инвестиционе банке (ЕИБ) и Европског фонда за регионални развој (ЕРДФ), као и средствима Владе Грчке. Изградњу грчко-италијанског конзорцијума надгледа Elliniko Metro, грчка државна компанија која је надгледала изградњу атинског метроа и атинског трамваја.
Предложена током 1910-их и први пут озбиљно планирана 1980-их, изградња главне линије почела је 2006. и на проширењу Каламарије 2013. Систем у изградњи има 18 станица и 14,4 км тунела.

## Име
Систем је опште познат као Солунски метро (грч. Μετρό Θεσσαλονίκης), али се понекад назива и формалнијим називом Солунска метрополитанска железница (грч. Μητροπολιτικός Σιδηρόδρομος Θεσσαλονίκης).

## Историја

### Предлози из 1918. и 1988.
Ернест Хебрард и Томас Хајтон Мавсон били су први који су предложили стварање метро система у Солуну 1918. године у оквиру комисије коју је именовала влада Елефтериоса Венизелоса да редизајнира град након Великог пожара 1917. који је разорио центар града.  Предложили су подземну железницу која би повезивала Нову железничку станицу и Nea Elvetia, терминус за предложену железницу која повезује Микру и Орфански залив .   Иако је Солун знатно порастао од Хебрардовог оригиналног дизајна, линија 1 је скоро идентична његовом плану и иде од његове предложене нове железничке станице до предграђа Неа Елветиа.   Пројекат никада није реализован. Кружна метро линија је предложена 1968., која се протеже до аеродрома и пролази кроз залив Термаик у тунелу. 
Идеја о метроу је оживела током 1980-их. Универзитет у Солуну је објавио предлог за екстензивни систем лаког метроа са више грана, за који је предвиђено да буде подземно само између Нове железничке станице и Sintrivani, по цени од 12,5 милијарди драхми за подземни део.  Године 1988., под градоначелником Сотирисом Кувеласом, град је објавио студије за свој план развоја солунског метроа и изградњу прве фазе пројекта.  Линија је била скоро идентична модерној, са 14 станица између Нове железничке станице и Nea Elvetia . План је имао једну додатну станицу, Патрикиоу, између 25 Martiou и Voulgari и имао је алтернативна имена за три станице. Dimokratias је приказан као Вардари, алтернативни назив за јавни трг који опслужује станица; Venizelou је наведен као Алказар (Џамија Хамза Бег, на углу улица Егнатиа и Венизелу), а Efkleidis је приказан као Археолошки музеј. Мрежа би била унутар градских граница, искључујући Каламарију и велики део градског подручја Солуна. Од 777 км предложеног колосека, 626 км би био под земљом и 151 км изнад земље.
1989. почела је изградња првих 650 метара тунела дуж улице Егнатиа између Међународног сајма у Солуну и Аристотеловог универзитета у Солуну (садашња станица Panepistimio). Предложени метро је био само 45 метара испод нивоа земље на 25 Martiou, али је пао на око 10 метара према Новој железничкој станици, стварајући археолошке проблеме сличне онима на које смо наишли током изградње садашњег система. Иако је планирано да се изградња заврши 1995. године, пројекат је застао, а недовршени (али ископани) почетни део сечења и покривања постао је познат као „рупа Кувелас “. Пројекат је на крају пропао због низа неуспешних конкурса и жалби на додељене уговоре. Друга препрека је био недостатак интересовања централне владе Грчке. Солун је покушао сам да финансира пројекат, рекавши да су земље чланице Европске уније спремне да покрију 50 одсто трошкова пројекта и да обезбеде повољне кредите за остатак, али без учешћа централне владе план није успео. Један од разлога за недостатак подршке централне владе била је политичка поларизација Грчке током 1980-их; Кувелас је представљао странку десног центра Нова демократија када је земљом управљао Панхеленски социјалистички покрет. Планови за солунски метро су напуштени све до 2000-их.

### Коначан предлог
Elliniko Metro је надгледао изградњу дволинијског система са два тунела састављеног од Линије 1 (основни пројекат) и Линије 2 (продужетак Каламарија). Иако је Линија 1 одложена због обимних археолошких радова, изградња Линије 2 се одвија по плану. Изградња тунела за обе пруге завршена је 2018., а полагање колосека почело је у августу те године.  Обе линије су дизајниране да опслужују најмање 18.000 путника на сат у сваком смеру, са 90-секундним кораком.  Завршени метро ће смањити емисију гасова стаклене баште у Солуну за око 5.000 тона годишње и смањити време путовања до 66 одсто. 

## Мрежа

### Линија 1
Оно што је познато као Базни пројекат почело је 2003., када су се Attiko Metro и грчка влада договорили да сарађују на пројекту јавних радова. Подршка владе била је кључна, јер је недостатак владине подршке за предлог из 1988. био главни разлог зашто је пропао. Пројекат је издао захтев за тендер 2004–2005, а успешан грчко-италијански конзорцијум (који је укључивао AnsaldoBreda) започео је изградњу крајем јуна 2006. Алтернативном конзорцијуму, Македонском метроу (грчки: Μακεδονικο Μετρο), Европски суд правде је забранио учешће на тендеру јер је променио састав након што је тендерски поступак започео (кршење закона ЕУ). Пројекат је предвиђен у буџету од 1,05 милијарди евра, са 25 одсто финансирања од грчке владе и 75 одсто из кредита Европске инвестиционе банке и Европског фонда за регионални развој.

### Линија 2
Продужетак Каламарија (грчки: Επεκταση Καλαμαριας) протеже метро систем до Каламарије, друге по величини општине у градској области Солуна и 18. по броју становника у Грчкој. Слично у изградњи као Линија 1, има два паралелна једноколосечна тунела на рути дужине 4,78 км (2,97 и додаје пет станица мрежи. Изградња на пројекту почела је 2013., са буџетом од 518 милиона евра. До 31. јула 2018. проширење је завршено за 60 посто.  Иако је изградња почела седам година након Линије 1, очекује се да ће у потпуности ући у употребу само шест месеци након Линије 1, у мају 2025.

## Операције

### Аутоматизација
Солунски метро има возове категорије GoA4, први такве врсте у Грчкој, јер ће покретање, заустављање и рад врата бити потпуно аутоматизовани без икаквог особља у возу.

### Станице, депо и возни парк
Све станице су пројектоване са перонским екранским вратима за максималну заштиту, док су возови без возача. Осамнаест Hitachi Rail Italy Driverless Metro возила без возача је у употреби на линији 1, а 15 ће бити на линији 2. Зглобни возови са четири вагона су дуги 50 метара. Имају седишта за 96 путника и места за стајање за још 370 путника. Возови користе електрификацију од 750 волти једносмерне струје, док су колосеци постављени на стандардни колосек.
Изграђен је депо од 50.000 м2 са намером да опслужује обе линије, укупне изграђене површине од 120.000 м2 и укупних трошкова од 130,5 милиона евра.

### Цене и вожња
|          | Основна | Снижена |
| -------- | --- | ------- |
| 70 mins  | €0.90 | €0.45   |
| 24 hours | data-sort-value="" style="background: #ececec; color: #2C2C2C; vertical-align: middle; text-align: center; " class="table-na" \| n/a |         |
| 30 days  | €16.00 | €8.00   |
| 90 days  | €45.00 | €22.50  |
| 180 days | €85.00 | €42.50  |
| 10+1     | €5.80 | €2.90   |

Elliniko Metro је спровео истраживање из 2005. како би одредио преферирану цену метроа за Солун у поређењу са стандардном ценом аутобуске карте Солунске организације градског превоза (0,50 евра у то време). Од 400 испитаника, 47,6 одсто је рекло да је спремно да плати исту цену, а 48,1 одсто да би платило више. Од ових последњих, 19,9 одсто је рекло да би платило 0,60 евра; 19,6 одсто би платило 0,70 евра, а 8,6 одсто би било спремно да плати 1,00 евра (двострука цена аутобуске карте). Преосталих 4,7 одсто одговорило је другом тарифом. Стандардна аутобуска карта у једном правцу за 2023. кошта 0,90 евра или 0,45 евра са попустом.
Солунски метро користи електронски систем за продају карата, систем који првобитно није примењен у атинском метроу. У октобру 2024. објављено је да постоји забринутост да систем за продају карата можда неће бити спреман на време за отварање 30. новембра, због тога што саобраћајна управа Солуна није на време покренула процес набавке.
У новембру 2024. године објављено је да ће типична карта коштати 0,90 евра, али ће цена бити смањена на 0,60 евра за првих шест месеци рада система.

### Идентитет бренда
Грчки министар за инфраструктуру и саобраћај Христос Стаикурас открио је идентитет бренда система. Централни елемент дизајна је мало грчко слово Ми (μ), у грчком минијатурном стилу који се користи за писање средњовековних грчких рукописа, у вези са византијском историјом града. Тамно плава је изабрана као главна боја бренда, да симболизује стабилност.
Лого је изазвао критике и због своје цене и због своје естетике, посебно на друштвеним медијима због своје једноставности. Elliniko Metro је покренуо два конкурса за дизајн, са почетном наградом од 8.000 евра, али су оба отказана и уговор је уместо тога додељен директно компанији за 30.000 евра. Портпарол Владе Грчке описао је забринутост око естетике бренда као "легитимну", али је иначе бранио и дизајн и компаније које су укључене.

## Археологија
Током изградње метроа откривен је велики број значајних археолошких налаза, пре свега римских, ранохришћанских и византијских. Пројекат је покренуо највећа археолошка ископавања у историји северне Грчке, која покривају површину од 20 км2. Између железничке станице и Синтривани, метро пролази испод улице Егнатиа. Егнатиа прати римски Виа Егнатиа, који је повезивао Рим и Константинопољ као један од два најважнија пута у Римском и Византијском царству. Део Виа Егнатиа који је пролазио кроз Солун био је градски главни пут у доба Риљана, и пролази испод данашње улице Егнатиа на 5,4 метара испод нивоа земље.
Иако је локација Виа Егнатиа у Солуну била позната када је планирана линија метроа, било је неизвесно шта је још затрпано у близини. Планирано је да метро иде на 8 метара испод земље, остављајући само 2,6 метара између њега и древног пута. Откриће византијског пута на станици Венизелу било је велико археолошко откриће: откопано је 75 метара мермером поплочаног пута са стубовима, са продавницама, другим зградама и водоводом које је један научник назвао „византијском Помпејом“. Раскрсница, означена тетрапилоном, пронађена је код станице Венизелова где је главни пут прешао кардо (пут север–југ). Додатних 22 метра истог пута откривено је на станици Свете Софије. Питања у вези са археолошким налазима и излагањем артефаката у систему метроа су сложенија од сличних питања око изградње Новог музеја Акропоља.
Друга важна открића укључивала су статуу Афродите без главе, мозаике из четвртог века нове ере, златни венац, комплекс купатила, урбане виле и 50.000 новчића. Пронађени су и артефакти из пожара из 1917.
Откриће је изазвало контроверзу у Солуну; Attiko Metro је желео да уклони антиквитете и поново их састави на другом месту, а градске археолошке службе желеле су да компанија промени дубину линије и улаза у станицу. Градско веће је стало на страну археолошких служби 2015. године, три године након што је првобитно планирано да метро почне са радом. Градоначелник Јанис Бутарис изнео је случај Државном савету, највишем административном суду у Грчкој.
Археолошки трошкови су порасли на 188,5 милиона евра, у поређењу са оригиналним археолошким буџетом од 15 милиона евра. До данас је откривено преко 300.000 артефаката.

## Инциденти
- 14. децембар 2024. – Воз без возача компаније Hitachi Rail Italy остао је без струје убрзо након што је кренуо са станице Флеминг, а путници су морали да побегну кроз тунел до најближе станице.[43] Рад се вратио у нормалу око 90 минута касније.[43] Није било повређених, али је Канцеларија тужиоца у Солуну наредила кривичну истрагу како би се утврдило да ли су поштовани релевантни безбедносни протоколи (посебно у вези са особама са проблемима у кретању).[44]

## У популарној култури
Кашњења у изградњи учинили су солунски метро предметом бројних шала у Грчкој.     Сајтови са вестима као што је To Koulouri сатире су метро у бројним приликама причама као што су „Солунски метро ће радити 24 сата током божићне гужве“  и „Солунски метро улази у 763. дан штрајка“,  и цитирао га је у сатиричним текстовима грчки репер Тус.  Грчки премијер Алексис Ципрас се нашалио на рачун кашњења на Међународном сајму у Солуну 2018: „Шта се дешава са метроом, момци? Хоће ли га овде градити?“ 
Фикционализована верзија станице Синтривани (под старијим именом Синтривани/Ектхеси) приказана је у филму Зидар, који је смештен у Солун, пре него што је метро систем постао оперативан; ово је изазвало смех биоскопске публике у граду.
Фикционализована верзија станице Синтривани (под старијим именом Синтривани/Ектеси) приказана је у филму Зидар из 2023., пре него што је метро систем постао оперативан; што је изазвало смех биоскопске публике у граду.
Након што је метро систем почео са радом 30. новембра 2024., фокус јавности се померио ка његовом правилном коришћењу и одржавању.

## Галерија
- Метро станица код железничке станице
- Лифт на станици Папафи
- Информативна табла на станици Синтривани
- Музејска поставка на станици Венизелу